# Ciprian Tudosă
Ciprian Tudosă (n. 31 martie 1997, Rădășeni, România) este un canotor român, medaliat cu argint olimpic în 2021 și mondial în 2018.

## Carieră
A reprezentat România la Jocurile Olimpice de Tineret din 2014, câștigând medalia de aur la Perechi Băieți cu Gheorghe Robert Dedu.
El a câștigat o medalie de argint la Campionatele Mondiale de Canotaj din 2018 și medalia de argint la Jocurile Olimpice de vară de la Tokyo, ambele la dublu rame alături de Marius Cozmiuc.
În 2019, a câștigat medalia de aur la Campionatele Europene de Canotaj U23 din 2019.